# Association Sportive Saint-Michel Elgeco Plus
El ASSM Elgeco Plus és un club de futbol de la ciutat d'Antananarivo, Madagascar. Va ser fundat l'any 1948 com a Association Sportive Saint-Michel. L'any 2009 es fusionà amb el club Real Elgeco Plus per formar el ASSM Elgeco Plus.

## Palmarès
- Lliga malgaixa de futbol:[3]

1971, 1978
- Copa malgaixa de futbol:[4]

1980, 2013, 2014, 2018